# Classe Forrest Sherman
La classe Forrest Sherman est une classe de destroyer de l'US Navy. 18 unités sont construites entre 1953 et 1959. Mis en service à partir de 1955, ces navires servent jusqu'à la fin des années 1980. Leur armement subit des modifications considérables au cours de leurs années de service. Quatre sont convertis en destroyers lance-missiles. Cette classe sert également de base aux destroyers lance-missiles de la classe Charles F. Adams.

Deux navires de la classe deviennent des navires musées, neuf sont coulés lors d'exercices d'entraînement et les autres sont démolis.

## Liste des navires de la classe
| Nom                | Pennant number | Chantier naval                          | Quille posée      | Lancement         | En service       | Décommissionné   | Statut | Réf.   |
| ------------------ | -------------- | --------------------------------------- | ----------------- | ----------------- | ---------------- | ---------------- | --- | ------ |
| Forrest Sherman    | DD-931         | Bath Iron Works                         | 27 octobre 1953   | 5 février 1955    | 9 novembre 1955  | 5 novembre 1982  | Stricken, sold for scrapping 15 décembre 2014                                                                                           | [ 1 ]  |
| John Paul Jones    | DD-932 DDG-32  | Bath Iron Works                         | 18 janvier 1954   | 7 mai 1955        | 5 avril 1956     | 15 décembre 1982 | Coulé lors d'exercice d'entraînement de la flotte, 31 janvier 2001                                                                      | [ 2 ]  |
| Barry              | DD-933         | Bath Iron Works                         | 15 mars 1954      | 1er octobre 1955  | 7 septembre 1956 | 5 novembre 1982  | A servi de navire musée de 1994 a 2015 avant d'être démanteler le 11 février 2022                                                       | [ 3 ]  |
| Decatur            | DD-936 DDG-31  | Bethlehem Steel, Fore River Shipyard    | 13 septembre 1954 | 15 décembre 1955  | 7 décembre 1956  | 30 juin 1983     | Coulé lors d'exercice d'entraînement de la flotte, 21 juillet 2004                                                                      | [ 4 ]  |
| Davis              | DD-937         | Bethlehem Steel, Fore River Shipyard    | 1 février 1955    | 28 mars 1956      | 28 février 1957  | 20 décembre 1982 | Cédé, vendu par Defense Reutilization and Marketing Service (DRMS) pour démolition, 30 juin 1994                                        | [ 5 ]  |
| Jonas Ingram       | DD-938         | Bethlehem Steel, Fore River Shipyard    | 15 juin 1955      | 7 août 1956       | 19 juillet 1957  | 4 mars 1983      | Coulé lors d'exercice d'entraînement de la flotte, 23 juillet 1988                                                                      | [ 6 ]  |
| Manley             | DD-940         | Bath Iron Works                         | 10 février 1955   | 12 avril 1956     | 1er février 1957 | 4 mars 1983      | Cédé, vendu par Defense Reutilization and Marketing Service (DRMS) pour démolition, 30 juin 1994                                        | [ 7 ]  |
| Du Pont            | DD-941         | Bath Iron Works                         | 11 mai 1955       | 8 septembre 1956  | 1 juillet 1957   | 4 mars 1983      | Cédé, vendu par Defense Reutilization and Marketing Service (DRMS) pour démolition, 11 décembre 1992                                    | [ 8 ]  |
| Bigelow            | DD-942         | Bath Iron Works                         | 6 juillet 1955    | 2 février 1957    | 8 novembre 1957  | 5 novembre 1982  | Coulé lors d'exercice d'entraînement de la flotte, 2 avril 2003                                                                         | [ 9 ]  |
| Blandy             | DD-943         | Bethlehem Steel, Fore River Shipyard    | 29 décembre 1955  | 19 décembre 1956  | 26 novembre 1957 | 5 novembre 1982  | Cédé, vendu par Defense Reutilization and Marketing Service (DRMS) pour démolition, 30 juin 1994                                        | [ 10 ] |
| Mullinnix          | DD-944         | Bethlehem Steel, Fore River Shipyard    | 5 avril 1956      | 18 mars 1957      | 7 mars 1958      | 11 août 1983     | Coulé lors d'exercice d'entraînement de la flotte, 23 août 1992                                                                         | [ 11 ] |
| Hull               | DD-945         | Bath Iron Works                         | 12 septembre 1956 | 10 août 1957      | 3 juillet 1958   | 11 juillet 1983  | Coulé lors d'exercice d'entraînement de la flotte, 7 avril 1998                                                                         | [ 12 ] |
| Edson              | DD-946         | Bath Iron Works                         | 3 décembre 1956   | 4 janvier 1958    | 7 novembre 1958  | 15 décembre 1988 | Préservé, d'abord à New York à partir de 1989, retourne dans la marine en2004, transformé en navire musée maintenant amarré à Bay City. | [ 13 ] |
| Somers             | DD-947 DDG-34  | Bath Iron Works                         | 4 mars 1957       | 30 mai 1958       | 9 avril 1959     | 19 novembre 1982 | Coulé lors d'exercice d'entraînement de la flotte, 22 juillet 1998                                                                      | [ 14 ] |
| Morton             | DD-948         | Ingalls Shipbuilding                    | 4 mars 1957       | 23 mai 1958       | 26 mai 1959      | 22 novembre 1982 | Cédé, vendu par Defense Reutilization and Marketing Service (DRMS) pour démolition, 4 mars 1992                                         | [ 15 ] |
| Parsons            | DD-949 DDG-33  | Ingalls Shipbuilding                    | 17 juin 1957      | 17 août 1959      | 29 octobre 1959  | 19 novembre 1982 | Coulé lors d'exercice d'entraînement de la flotte, 25 avril 1989                                                                        | [ 16 ] |
| Richard S. Edwards | DD-950         | Puget Sound Bridge and Dredging Company | 20 décembre 1956  | 27 septembre 1957 | 5 février 1959   | 18 décembre 1982 | Coulé lors d'exercice d'entraînement de la flotte, 10 avril 1997                                                                        | [ 17 ] |
| Turner Joy         | DD-951         | Puget Sound Bridge and Dredging Company | 30 septembre 1957 | 5 mai 1958        | 3 août 1959      | 22 novembre 1982 | Donné comme navire musée le 10 avril 1991; maintenant un musée à Bremerton, État de Washington                                          | [ 18 ] |